# Сенно
Сенно (на беларуски: Сянно; на руски: Сенно) е град в Беларус, административен център на Сенненски район, Витебска област. Населението на града е 7165 души (по приблизителна оценка от 1 януари 2018 г.).

## История
За пръв път селището се упоменава през 1442 година.